# Provincia di Azilal
La provincia di Azilal è una delle province del Marocco, parte della regione di Béni Mellal-Khénifra.

## Geografia antropica

### Suddivisioni amministrative
La provincia di Azilal conta due municipalità e 42 comuni:

#### Municipalità
- Azilal
- Demnate

#### Comuni
- Afourar
- Agoudi N'Lkhair
- Ait Abbas
- Ait Blal
- Ait Bou Oulli
- Ait Majden
- Ait Mazigh
- Ait M'Hamed
- Ait Ouaarda
- Ait Oumdis
- Ait Ouqabli
- Ait Taguella
- Ait Tamlil
- Anergui

- Anzou
- Bin El Ouidane
- Bni Ayat
- Bni Hassane
- Bzou
- Foum Jamaa
- Imlil
- Isseksi
- Moulay Aissa Ben Driss
- Ouaouizeght
- Ouaoula
- Rfala
- Sidi Boulkhalf
- Sidi Yacoub

- Tabant
- Tabaroucht
- Tabia
- Tagleft
- Tamda Noumercid
- Tanant
- Taounza
- Tidili Fetouaka
- Tiffert N'Ait Hamza
- Tifni
- Tilougguite
- Timoulilt
- Tisqi
- Zaouiat Ahansal